# Colymbetes schildknechti
Colymbetes schildknechti är en skalbaggsart som beskrevs av Dettner 1983. Colymbetes schildknechti ingår i släktet Colymbetes och familjen dykare. Inga underarter finns listade i Catalogue of Life.